# ビョルン・ビャルナソン
ビョルン・ビャルナソン（アイスランド語: Björn Bjarnason、1944年11月14日 - ）は、アイスランドの政治家。文部大臣や法務・教会大臣を歴任した。
1975年から1979年までは、官邸担当の政治記者として働いていた。国防分野への関心が高く、アイスランドは独自の軍隊を保有すべきであると主張し論争を巻き起こした。また、アイスランドの政治家として初めて個人サイトを開設（1995年）した人物である。